# Schermrooster
Het schermrooster is het tweede rooster in een elektronenbuis. Het is aanwezig vanaf de tetrode. Het doel van het schermrooster is tweeledig: enerzijds levert het schermrooster een bijdrage aan de versterking en anderzijds vermindert het de capaciteit tussen anode en stuurrooster. Deze capaciteit kan anders tot ongewenste parasitaire oscillaties leiden. Vaak wordt het schermrooster op een constante positieve spanning gehouden. Door deze hoge spanning kan het schermrooster zelf elektronen invangen, zowel de elektronen afkomstig van de kathode (wat de versterking nadelig beïnvloedt) als de elektronen die ontstaan door secundaire emissie bij inslag op de anode. Deze "secundaire elektronen" zouden anders de goede werking van de buis verstoren.